# Jack Porter
Jack Porter  (Londen, 15 juli 2008) is een Engels voetballer die als doelman speelt. Hij speelt bij Arsenal.

## Clubcarrière
Porter sloot zich in 2020 bij de jeugdacademie van Arsenal en tekende zijn eerste contract in 2024. Op 25 september 2024 debuteerde hij in de EFL Cup tegen Bolton Wanderers. Hij was toen 16 jaar en 72 dagen oud en nam het record over van Cesc Fàbregas als jongste basisspeler van Arsenal.